# Полтавець Віктор Іванович
Ві́ктор Іва́нович Полтаве́ць (нар. 28 червня 1937, Артемівськ, Донецька область) — перший в історії незалежної держави Міністр вугільної промисловості України, всього на цій посаді перебував двічі — в (1994–1995, 2007–2010) роках. Кандидат технічних наук, член-кореспондент Академії гірничих наук України.

## Біографія
Освіта вища, у 1959 р. закінчив Дніпропетровський гірничий інститут, гірничий інженер-шахтобудівельник. Кандидатська дисертація "Обґрунтування інженерно-виробничого режиму економії на шахтах ВО «Луганськвугілля» (1994 р.).
Після закінчення інституту працював на вугільних підприємствах м. Антрацит та Свердловськ (нині Довжанськ) Луганської області, пройшов шлях від гірничого майстра до генерального директора. Працював гірничим майстром, помічником начальника дільниці, начальником дільниці, заступником головного інженера та головним інженером на шахтах тресту «Антрацит». З 1968 по 1972 рр. — головний інженер шахти «Красний партизан» тресту «Свердловантрацит». З 1972 по 1975 рр. — займає посаду директора шахти «Маяк» комбінату «Свердловантрацит». З 1975 року — технічний директор-головний інженер виробничого об'єднання «Свердловантрацит». З 1981 року — генеральний директор ВО «Лисичанськвугілля». Будучи головним інженером шахти «Червоний партизан», технічним директором — головним інженером комбінату «Свердловантрацит» (1968–1981 рр.) був одним з організаторів світових рекордів видобутку вугілля бригадою В. Мурзенко, декілька років поспіль видавала з лави по мільйону з гаком тонн вугілля на рік. Організатор світового рекорду бригади І. К. Нагірного з лисичанської шахти «Привольнянська»: у січні 1986 р. бригада добула 103550 тонн вугілля.
У травні-червні 1986 року — керівник Зведеного загону МВП СРСР по ліквідації аварії на ЧАЕС. Під його керівництвом шахтарями-прохідниками прокладено 170-метровий тунель під пошкоджений четвертий реактор атомної станції. Там облаштовано додатковий бетонний охолоджувальний фундамент розмірами 30х30 і висотою 2,4 метра. Це дало змогу запобігти витоку радіоактивного розчину до водоносного горизонту.
У 1986–1987 рр. — заступник Міністра вугільної промисловості УРСР.
Згодом — начальник Ворошиловградського головного територіального управління вугільної промисловості, а після завершення службового відрядження до В'єтнаму — начальник відділу технології та механізації гірничих робіт Держвуглепрому України.
З 1992 р. — генеральний директор ВО «Луганськвугілля».
У серпні 1993–1994 рр. — позаштатний радник Президента України.
У листопаді 1994 — грудня 1995 рр. — Міністр вугільної промисловості України (в урядах В. Масола і Є. Марчука). Під його керівництвом були розроблені довгострокова програма «Вугілля», «Концепція структурних перетворень вугільної промисловості України в умовах розвитку ринкових відносин».
У 1996–2000 рр. — генеральний директор ВО «Луганськвугілля». З листопада 1999 року працював директором державного проєктного інституту з проєктування підприємств вугільної промисловості «Луганськдіпрошахт».
Призначений на посаду Міністра вугільної промисловості України Постановою Верховної Ради України № 10-VI від 18 грудня 2007 року в другому уряді Ю. Тимошенко.
За час роботи на посаді міністра вугільної промисловості України Віктору Полтавцю вдалося не тільки зупинити падіння видобутку «чорного золота» (за два попередні роки він знизився на 5 мільйонів тонн), а у 2008 році, збільшити проти попереднього періоду на 3,4 млн тонн. Високі темпи видобутку вугілля були взяті й у 2009 році.
Міністр Віктор Полтавець головну увагу звертав на економічні важелі управління виробництвом. Відкрилася і заробила вугільна біржа. Вартість тонни вугілля вперше в історії вуглевидобутку України досягла світової ціни. Це доброчинно позначилося на економічному стані державних підприємств. Вперше в їхній практиці ціна реалізованої продукції оцінювалася так, що це забезпечувало вихід на самоокупність затрат ведення гірничих виробок. Простий економічний розрахунок показував, що кілька років роботи за таких удатних економічних умов неодмінно призведе до того, що завжди дотаційна вугільна галузь зможе зовсім відмовитися від величезних щорічних вливань з державного бюджету. Але саме тоді (починаючи з вересня 2009 року) у світі вибухнула жорстка фінансово-економічна криза. Вразила він і Україну. Зупинялися металургійні підприємства, хімічні заводи. Не потрібною виявилася електроенергія, вугільні склади шахт були затоварені видобутим вугіллям. Стала гострою проблема збуту готової продукції.
За Віктора Полтавця в галузі розроблено і здійснювалося п'ять цільових комплексних програм розвитку Мінвуглепрому, якими ставилося завдання навести порядок в економіці державних підприємств, інженерно-технічному, кадровому забезпеченні, техніці безпеки в гірничих умовах, підвищенні якості вугілля. Міністр Віктор Полтавець найпильнішу увагу приділив продуктивності конкретних шахт. Станом на 1 січня 2008 року в області налічувалося 78 шахт, які видобували на добу менше ніж 500 тонн вугілля. Як вважав практик з півстолітнім досвідом роботи Віктор Полтавець, це був холостий хід підприємства. Така малопродуктивна робота не окупувала витрат на утримання чисельного обслуговчого персоналу. В галузі все було підпорядковане тому, щоб кожне гірниче виробництво працювало з високою товарністю. Як результат, через два роки (станом на 1 лютого 2010 року) в системі Мінвуглепрому залишилося лише 18 шахт, які не змогли видавати «на-гора» понад 500 тонн вугілля на добу.
На світанку 8 червня 2008 року на шахті імені Карла Маркса державного підприємства «Орджонікідзевугілля» (поблизу міста Єнакієве Донецької області) стався раптовий викид газу метану, що призвело до потужного вибуху на глибині близько 1000 метрів. Оглянувши масштаби руйнувань, фахівці прийшли до однозначного висновку — відновити для видобутку шахту неможливо. Того ж дня делегація шахтарів повели важку розмову з главою Мінвуглепрому Вікторем Полтавцем про те, щоб все-таки відновити, повернути до життя шахту. Люди розуміли, що копальня — містотворче підприємство. Якщо вона закриється, значить, без засобів до існування залишиться все шістнадцатитисячне робітниче селище, яке виросло довкола шахти. Коли вона діяла, то довкруги успішно працювала вся інфраструктура — дитячі садки, школи, медичні установи, палац культури, кінотеатр і тому подібне. Закриється шахта — зникне все це. І тисячі робочих місць. Селище стане депресивною зоною. Міністр Віктор Полтавець людям пообіцяв, що Мінвуглепром шахту відновить …
Це безпрецедентний випадок в історії вуглевидобутку Європи та світу, коли зруйнована на такій глибині шахта через п'ятнадцять місяців (!) після вибуху метану відновила свою роботу. 10 вересня 2009 шахта імені Карла Маркса знову видала «на-гора» вугілля.
На відновлення шахти знадобилося 80 мільйонів гривень, тоді, коли на спорудження такої шахти слід було б затратити не менше 25 мільярдів гривень. Тільки 15 млн гривень на відновлювальні роботи виділив Кабінет Міністрів України зі стабілізаційного фонду. Решту коштів — скупщина підприємств Мінвуглепрому. Міністрові Віктору Полтавцю вдалося переконати всіх — від генеральних директорів державних підприємств до гірників у тому, що біду потрібно долати тільки разом.
Дружина В. І. Полтавця Рада Іванівна разом з ним закінчила Дніпропетровський гірничий інститут і працювала в шахтах на гірничих виробках понад двадцять років. В кінці серпня 2014 року, після 23-ох діб жахливого життя в умовах без води, електроенергії, зв'язку, медикаментів, під постійними обстрілами, волонтери вивезли сім'ю Полтавців з Луганська в зону, контрольовану українськими військами.

## Нагороди
Лауреат Державної премії України в галузі науки і техніки (1995).
Нагороджений орденом «За заслуги» III (червень 1997) та II (серпень 2006) ступенів, відмічений знаками «Шахтарська слава» III ступенів, «Шахтарська доблесть» III ступенів. Нагороджений почесною грамотою Президії Верховної Ради України, почесною грамотою Верховної Ради України. Має звання: «Заслужений шахтар України» (травень 2003), «Почесний шахтар В'єтнаму», «Почесний громадянин Лисичанська та Привілля».